# Echinovadoma anceps
Echinovadoma anceps är en mossdjursart som beskrevs av Tilbrook, Hayward och Gordon 200. Echinovadoma anceps ingår i släktet Echinovadoma och familjen Echinovadomidae. Inga underarter finns listade i Catalogue of Life.